# 八品派
八品派（はっぽんは）は、日蓮門下の諸門流のうち、日隆を派祖とし、「八品正意」を根本教義とする一派。日隆門流（にちりゅうもんりゅう）とも称される。

## 沿革
- 室町時代のはじめに日隆は｢本門八品正意｣を提唱した｡
- 1872年（明治5年）に妙蓮寺（京都）、光長寺（沼津）、鷲山寺（千葉）、本能寺（京都）、本興寺（尼崎）の五山は「本門八品五山規則」を制定した｡[1]
- 1876年（明治9年）に日隆門流は日蓮宗八品派と公称し、五山一派一管長制を敷き、一年交替の管長職とした｡
- 1882年（明治15年）に五山盟約八カ条､ 約定七カ条を制定した。
- 1898年（明治31年）に八品派は本門法華宗と改称する。
- 1941年（昭和16年）に宗教団体法により、本門法華宗と本妙法華宗と法華宗が合同し、法華宗と公称する。
- 1951年（昭和26年）に法華宗は解体、妙蓮寺が再び本門法華宗と公称､ 他の四山が法華宗本門流と公称する。